# Worabe
Worabe (ou Werabe,, également appelée Silte[réf. souhaitée]) est une ville et un woreda du centre-sud de l'Éthiopie, chef-lieu de la zone Silt'e.
Située environ 40 km au sud de Butajira et 60 km au nord-est d'Hosaena, peuplée de 9 480 habitants en 2007, elle est la principale agglomération de la zone Silt'e, suivie de près par Tora.
Elle fait partie du woreda Silt'e jusqu'à la fin des années 2010 puis forme un district urbain de 126 km2 bordé par Wulbareg à l'ouest, le woreda Silt'e au nord et Dalocha à l'est,[réf. à confirmer].
Comme toute la zone Silt'e, elle passe de la région des nations, nationalités et peuples du Sud à la région Éthiopie du Centre en août 2023.